# 214. Infanterie-Division (Wehrmacht)
Die 214. Infanterie-Division war ein Großverband des Heeres der deutschen Wehrmacht im Zweiten Weltkrieg.

## Geschichte

### Aufstellung
Die 214. ID wurde als Division der 3. Aufstellungswelle im August 1939 aus dem Frankfurter Raum in Hanau im Wehrkreis IX aufgestellt. 

### Westwall
Die Division diente dann unter dem XXX. Armeekorps zum Grenzschutz in der Saarpfalz. Während der begrenzten französischen Saar-Offensive 1939 war die 214. ID in der Verteidigung eine der zentralen Einheiten mit der 79. ID zur Rechten und der 34. ID zur Linken.

### Unternehmen Weserübung
Im April 1940 nahm die Division an der Invasion Norwegens teil, wurde nach Stavanger verladen und gelangte bis nach Kristiansand und Arendal, wo sie sich mit der 163. ID vereinigte. 

### Besatzungstruppe Norwegen
Nach dem Ende der Kämpfe blieb die 214. ID als Besatzungstruppe in Norwegen.

### Umgliederung für den Einsatz an der Ostfront
Anfang 1944 bereitete man die 214. ID für ihren bevorstehenden Einsatz an der Ostfront im Bereitstellungsraum Ostpreußen vor. Um feldverwendungsfähig zu werden, wurden ihr von der Schatten-Division Mielau das Grenadier-Regiment 568, das Reserve-Grenadier-Regiment 311 und das I. Bataillon/Artillerie-Regiment Mielau unterstellt.

### Heeresgruppe Nordukraine
Im Frühjahr 1944 bezog die 214. ID Stellung an der Narwa, um dort die 227. ID abzulösen, und wurde später der Heeresgruppe Nordukraine unterstellt. Dort wurde sie 1944 in die Schlacht um den „Festen Platz“ Kowel in der Ukraine verwickelt, konnte sich danach jedoch mit der Masse der fliehenden Wehrmachtsverbände nur noch zurückziehen.

### Weichsel
Es folgten die Kämpfe um den Baranow-Brückenkopf an der Weichsel, aus dem die 1. Ukrainische Front im Januar 1945 ihren Angriff während der Weichsel-Oder-Operation startete. 

### Breslau 1945
Von der 214. ID verblieben lediglich kleinere Kampfgruppen, die sich nach Breslau in Schlesien zurückzogen. 

### Vernichtung
Eine Neuaufstellung der Division erfolgte nach der Vernichtung der verbliebenen Divisionskampfgruppe vor Kriegsende nicht mehr.

## Kriegsverbrechen der 214. ID
Am 20. November 1942 befahl Oberst Alfred Petry, später Generalmajor, den Soldaten des III. Bataillons des von ihm kommandierten Infanterie-Regiment 355 die Erschießung von 14 britischen Kommandosoldaten, die sich während der Operation Freshman nach einer Notlandung ergeben hatten und gefangen genommen worden waren. Während eines späteren Prozesses wurde auch General Nikolaus von Falkenhorst, der Befehlshaber der deutschen Truppen in Norwegen, wegen Weitergabe des Kommandobefehls verurteilt.

## Personen
| Dienstzeit                             | Dienstgrad      | Name                |
| -------------------------------------- | --------------- | ------------------- |
| 26. August 1939 bis 30. Januar 1940    | Generalleutnant | Theodor Groppe      |
| 30. Januar 1940 bis 31. Dezember 1943  | Generalleutnant | Max Horn            |
| 31. Dezember 1943 bis 15. Februar 1944 | Generalmajor    | Carl Wahle          |
| 15.–28. Februar 1944                   | Generalleutnant | Max Horn            |
| 28. Februar 1944 bis 18. Januar 1945   | Generalleutnant | Harry von Kirchbach |

| Dienstzeit                       | Dienstgrad     | Name                 |
| -------------------------------- | -------------- | -------------------- |
| 1939 bis März 1941               | Major          | Hans Fromberger      |
| 10. März 1941 bis 20. April 1944 | Oberstleutnant | Hans-Wilhelm Tilgner |
| 20. April 1944 bis Januar 1945   | Oberstleutnant | Heinrich Gehm        |

## Gliederung
| 1939                       | 1944                             |
| -------------------------- | -------------------------------- |
| Infanterie-Regiment 355    | Grenadier-Regiment 355           |
| Infanterie-Regiment 367    | Grenadier-Regiment 367           |
| Infanterie-Regiment 388    | Grenadier-Regiment 568           |
| Artillerie-Regiment 214    |                                  |
| Pionier-Bataillon 214      |                                  |
| Panzerabwehr-Abteilung 214 | Panzerjäger-Abteilung 214        |
| Aufklärungs-Abteilung 214  | Divisions-Füsilier-Bataillon 214 |
| Nachrichten-Abteilung 214  |                                  |
| Nachschubtruppen 214       |                                  |